# أشي غلان
أشي غلان (بالفارسية: اشی‌گلان) هي قرية تقع في إيران في قسم أختاتشي الريفي. يقدر عدد سكانها بـ 114 نسمة بحسب إحصاء 2016.